# أمادو غارسيا غيريرو
أمادو غارسيا غيريرو هو جندي دومينيكاني، ولد في 2 يونيو 1931 في سانتو دومينغو في جمهورية الدومينيكان، وتوفي بنفس المكان في 2 يونيو 1961.